# Rigel V
Le Rigel V est un ferry rapide de la compagnie grecque Ventouris Ferries. Construit en 1992 par les chantiers Mitsubishi Heavy Industries de Shimonoseki pour la compagnie japonaise Marine Express sous le nom de Pacific Express (パシフィック エキスプレス, Pashifikku ekisupuresu), il est mis en service en novembre sur les liaisons inter-îles entre Honshū et Kyūshū. Désarmé en 2005 à la suite de la faillite de Marine Express, il est racheté par la société sud-coréenne C&Cruise qui le fait naviguer entre la Corée du Sud et la Chine sous le nom de KC Rainbow. Vendu en 2010 à la société Grand Ferry, il est rebaptisé Seco Maru (en coréen : 세코마루, Sekomalu) et est affecté entre la Corée du Sud et le Japon. Revendu en 2013 à l'armateur chinois Rizhao Haitong Ferry, il prend le nom de Ri Zhao Dong Fang (chinois traditionnel : 日照东方 ; pinyin : Rì Zhào Dōng Fāng) et retrouve les lignes entre la Chine et la Corée du Sud qu'il desservait sous pavillon coréen. Racheté par la compagnie mexicaine Baja Ferries en 2015, il est renommé Baja Star et employé dans le golfe de Californie entre mai 2016 et juillet 2023. Vendu à Ventouris Ferries à la fin de l'année 2023, il navigue désormais en mer Adriatique et relie l'Italie et l'Albanie depuis février 2025.

## Histoire

### Origines et construction
En 1990, la compagnie japonaise Nippon Car Ferry, en difficultés  financières, est acquise par la société Seacom. La nouvelle compagnie, renommée dans un premier temps Seacom Ferry, décide alors d'investir dans la construction de nouvelles unités afin de remplacer les navires actuellement en service entre les îles d'Honshū et de Kyūshū, dont la plupart datent des années 1970. La commande de deux navires rapides jumeaux destinés à remplacer les ferries Takachiho Maru et Mimitsu Maru entre Kawasaki et Hyūga est donc passée aux chantiers Mitsubishi Heavy Industries.
Prévus pour mesurer 170 mètres de long et jauger 11 500 UMS, les futurs navires affichent des dimensions bien plus imposantes que leurs prédécesseurs. Inspirée du modèle instauré entre autres par les Taiheiyō Ferry et Higashi Nihon Ferry à la fin des années 1980, la configuration des navires Seacom est davantage orientée vers le transport de fret avec un spacieux garage sur deux niveaux et occupant au total quatre étages pour une capacité de 100 remorques. Malgré une baisse de la capacité d'emport ramenée à 600 passagers, les locaux leur étant destinés sont prévus pour être bien plus confortables que les autres navires de la flotte avec des couloirs offrant une vue panoramique. En 1re classe, des cabines avec balcon sont même envisagées, ce que peu de ferries proposent encore aujourd'hui. La caractéristique la plus notable de ces navires réside cependant dans leur appareil propulsif, conçu pour atteindre des vitesses de 26 nœuds.
Le premier d'entre eux, baptisé Pacific Express  est mis sur cale à Shimonoseki le 4 mars 1992 et lancé 16 juin suivant. Les travaux de finition se poursuivent ensuite jusqu'en novembre puis le navire est livré à son armateur. Durant la construction du navire, Seacom Ferry romps ses relations avec sa maison mère, entraînant son changement de nom en Marine Express.

### Service

#### Marine Express (1992-2005)

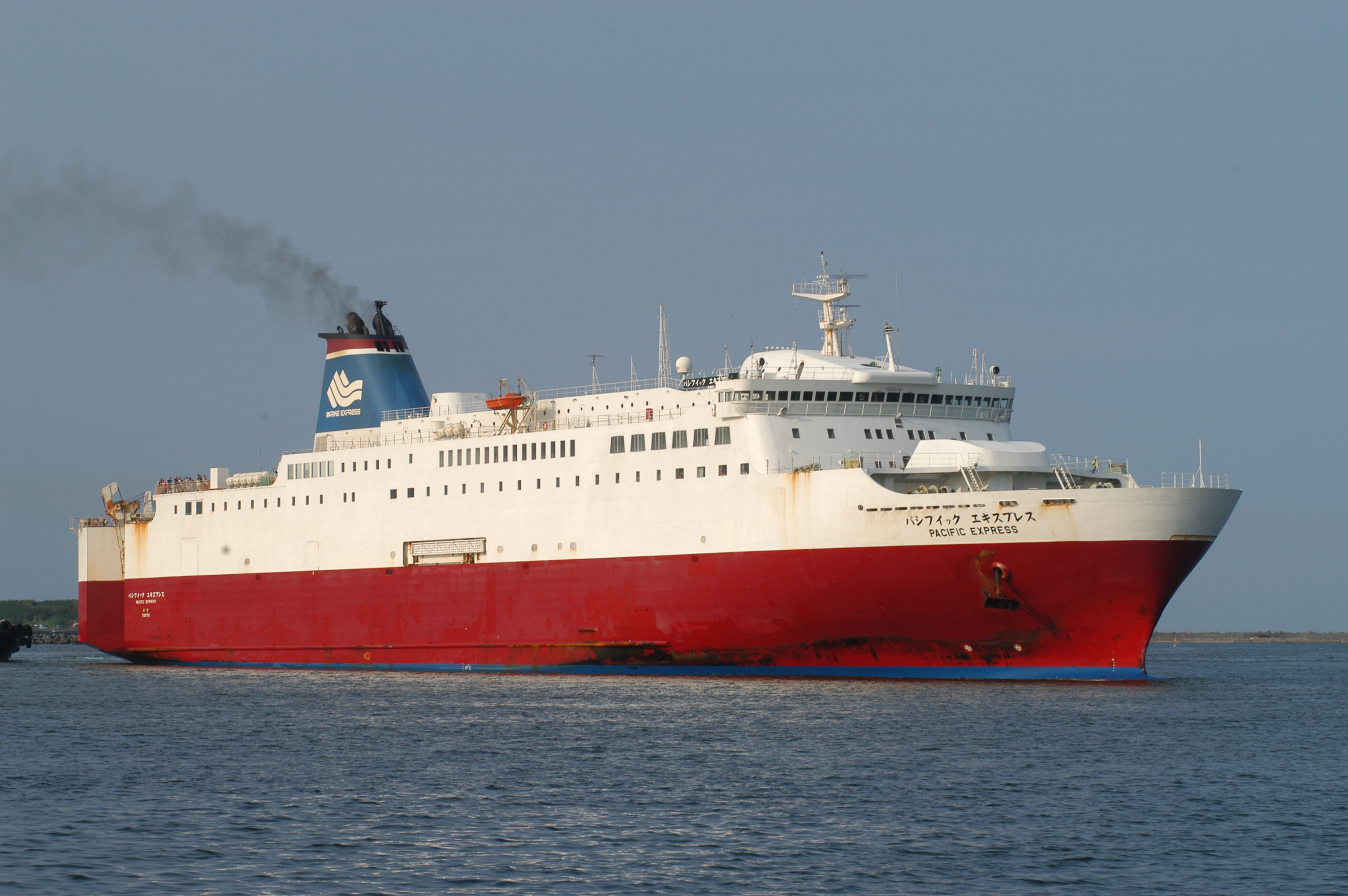
Le Pacific Express à Miyazaki en 2003.

Le Pacific Express est mis en service le 20 novembre 1992 entre Kawasaki et Hyūga. Naviguant à plus de 26 nœuds, le navire est alors le plus rapide du Japon. Quelques mois plus tard, en juin 1993, il est rejoint par son jumeau le Phoenix Express.
À partir de 1994, le navire dessert également Miyazaki à la suite de l'inauguration du nouveau terminal.
À compter de 2002, le Pacific Express réalise une escale sur l'île de Shikoku au cours de ses traversées vers Kyūshū. Le navire dessert ainsi Kōchi, au sud de l'île, lors de ses voyages vers Miyazaki mais dessert également Nachikatsuura dans la préfecture de Wakayama lorsqu'il navigue vers Hyūga.
Le 15 juin 2005, les activités de Marine Express sont interrompues et la société est placée en liquidation judiciaire à la suite de graves difficultés financières. Si une partie des actifs et de la flotte intègrent Miyazaki Car Ferry, le Pacific Express n'est pas repris par la nouvelle entité et est désarmé à Wakayama avant d'être finalement cédé à la société sud-coréenne C&Cruise.

#### 2005-2015
Rebaptisé KC Rainbow et enregistré sous pavillon sud-coréen, le navire subit quelques transformations, notamment au niveau de ses dispositifs de sécurité avec l'ajout d'embarcations de sauvetage, absentes jusqu'alors. Il se voit également ajouter les logos de la compagnie Yellow Sea Ferries sur sa coque qui conserve cependant sa couleur rouge d'origine. À l'issue des travaux, le KC Rainbow est affecté à partir du 21 décembre 2005 sur une ligne entre Pyeongtaek, en Corée du Sud, et Rizhao, en Chine.
Revendu en 2010 à la société Grand Ferry, un autre armateur coréen, il est renommé Seco Maru et placé cette fois entre la Corée du Sud et le Japon sur la ligne Busan - Kitakyūshū.
À partir de 2013, il est racheté par la compagnie chinoise Rizhao Haitong Ferry. Rebaptisé Ri Zhao Dong Fang, il dessert une nouvelle fois la ligne sino-coréenne Rizhao - Pyeongtaek sous pavillon panaméen. En octobre 2015, il est cédé à la compagnie mexicaine Baja Ferries.

#### Baja Ferries (2015-2023)
Rebaptisé Baja Star, le navire est transformé au sein d'un chantier de Qingdao afin d'être adapté à sa future affectation. À cet effet, les locaux des passagers sont entièrement refaits et 57 cabines privatives ainsi qu'un salon fauteuil sont aménagés à la place des dortoirs. Les travaux terminés, il quitte la Chine au mois de mars 2016 pour rejoindre le Mexique, effectuant au passage une  escale à Yokohama au Japon, pays qui l'a vu naître. Arrivé au Mexique, il entre en service pour Baja Ferries au mois de mai 2016 dans le golfe de Californie entre La Paz et Mazatlán en remplacement du La Paz Star. Il est cependant remplacé à son tour par le Mexico Star en 2018.
Proposé durant cette période à l'affrètement, il intéresse au cours de l'année 2019 La Méridionale qui compte l'intégrer dans son dossier de candidature pour la délégation de service public entre Marseille et la Corse. La compagnie française étant finalement évincée de cette DSP, le projet ne verra pas le jour.
En décembre 2019, le Baja Star retourne finalement sur les lignes de Baja Ferries en raison de la vente du California Star. Le navire assure alors la liaison La Paz - Mazatlán jusqu'au 27 juillet 2023, date à laquelle Baja Ferries lui substitue le nouveau California Star au sein de la flotte. Mis en vente, il est acquis à la fin de l'année 2023 par la compagnie grecque Ventouris Ferries.

#### Ventouris Ferries (depuis 2023)
Le 26 décembre 2023, le Baja Star quitte le Mexique et commence son convoyage vers la Méditerranée. Après avoir mouillé plusieurs jours aux abords du canal de Panama, il franchit celui-ci le 13 janvier 2024, quittant définitivement l'Océan Pacifique, et met ensuite le cap sur les Îles Canaries. Après avoir avitaillé à Las Palmas de Grande Canarie le 28 janvier, il traverse la Méditerranée et arrive en Grèce dans la matinée du 4 février.
Stationné à Perama en attendant sa mise en service, il est transformé tout au long de l'année 2024 avec notamment la mise aux couleurs de Ventouris Ferries mais également quelques travaux de rénovation au niveau des aménagements intérieurs. Rebaptisé Rigel V, il est introduit sur le trafic entre l'Italie et l'Albanie à partir de février 2025.  

## Aménagements
Le Rigel V possède 8 ponts. Si le navire s'étend en réalité sur 10 ponts, deux d'entre eux sont inexistants au niveau des garages afin de permettre au navire de transporter du fret. À l'époque japonaise, la numérotation commerciale des ponts débutait à partir du premier pont garage supérieur (correspondant au pont 3). Les locaux passagers occupent les ponts 4 et 5 tandis que le pont 6 était consacré à l'équipage. Les ponts 0, 1 et 2 abritaient quant à eux les garages.

### Locaux communs
Les passagers ont à leur disposition un restaurant de 138 places, un bar-salon de 131 places et un petit salon avant situés au pont 5, ainsi qu'une boutique et des salles de jeux sur le pont 4. À l'époque japonaise, deux sentō (bains publics) étaient présents sur le pont 4. Les chauffeurs routiers avaient droit à des installations qui leur étaient spécialement dédiées comme une salle à manger au pont 5 et des sentō au pont 4.

### Cabines
Du temps du Pacific Express, les passagers étaient répartis en deux classes selon le niveau de confort de leurs installations. Ainsi, les passagers de première classe étaient logés dans 12 chambres de deux lits situées à l'avant du pont 5. Toutes possédaient des sanitaires ainsi qu'un balcon privé et deux d'entre elles étaient des suites de confort supérieur.
Les passagers de seconde classe avaient le choix entre quatre chambres de style japonais sur le pont 5, 10 chambres de style occidental sur le pont 4, 18 dortoirs de 18 places, un de 12 places, trois de 16 places et un de 75 places, également sur le pont 4. Les chauffeurs étaient quant à eux logés dans 11 chambres de six places.
Depuis le rachat du navire par Baja Ferries, les dortoirs de seconde classe ont été remplacés par 57 cabines privatives. Un salon de 343 fauteuils est également présent.

## Caractéristiques
Le Rigel V mesure 170 mètres de long pour 25 mètres de large, son tonnage était à l'origine de 24 946 UMS avant d'être porté en 2016 à 25 095 UMS. Il pouvait embarquer dans sa configuration initiale 660 passagers et 90 véhicules dans un spacieux garage de 1 400 mètres linéaires de fret accessible par deux portes rampes latérales, l'une située à la proue du côté bâbord et l'autre à la poupe à tribord, ainsi qu'une porte arrière. Il peut aujourd'hui transporter 705 passagers. La propulsion du Rigel V est assurée par deux moteurs diesels Pielstick-Nippon Kokan 14PC4-2V développant une puissance de 33 980 kW entrainant deux hélices faisant filer le bâtiment à une vitesse de 26 nœuds. Les dispositifs de sécurité se composaient à l'époque essentiellement de radeaux de sauvetage, ils ont depuis été complétés par quatre embarcations de sauvetage fermées de taille moyenne.

## Lignes desservies
Pour le compte de Marine Express, de 1992 à 2005, le Pacific Express a relié les île d'Honshū et Kyūshū sur les lignes Kawasaki - Hyūga, Kawasaki - Miyazaki à partir de 1994, Kawasaki - Kōchi - Miyazaki et Kawasaki - Nachikatsuura - Hyūga à compter de 2002.
Le navire a ensuite navigué pour le compte de la compagnie C&Cruise entre la Corée du Sud et la Chine sur la ligne Pyeongtaek - Rizhao de 2005 à 2010.
Il a ensuite desservi de 2010 à 2013 la ligne Busan - Kitakyūshū entre la Corée du Sud et le Japon pour l'armateur coréen Grand Ferry.
De 2013 à 2016, il naviguait entre la Chine et la Corée du Sud, une nouvelle fois entre Rizhao et Pyeongtaek mais cette fois-ci pour le compte de la compagnie chinoise Rizhao Haitong Ferry.
De 2016 à 2023, le Baja Star navigue dans le golfe de Californie entre La Paz en Basse-Californie du Sud et Mazatlán dans le Sinaloa.